# Jeroen Deken
Jeroen Johannes Everardus Deken (Heerhugowaard, 28 januari 1969) is een voormalig Nederlands honkballer.
Deken speelde derde honkman in de eerste klasse bij het team van de Herons uit Heerhugowaard. Toen de werper van zijn team naar de hoofdklasse vertrok kreeg hij de kans om als werper te spelen. In 1997 ging hij naar Amsterdam Pirates waar hij hoofdklasse kon spelen. In dat jaar kwam hij ook voor het eerst uit in het Nederlands honkbalteam waar hij speelde tijdens de Haarlemse Honkbalweek en de Wereldkampioenschappen. In 2001 won hij met het Nederlands team de Europese titel en speelde tevens in het World Port Tournament. In 2002 kwam hij voor het laatst uit voor de ploeg tijdens de Haarlemse Honkbalweek. In dat jaar verhuisde Deken naar de Bussumse vereniging HCAW waarvoor hij tot 2005 zou spelen. Hierna keerde hij terug naar de Pirates waar hij in 2006 stopte met hoofdklasse honkbal.